# Адонал Фойл
Адонал Фойл (англ. Adonal Foyle, нар. 9 березня 1975, Кануан, Сент-Вінсент і Гренадини) — американський професіональний баскетболіст, що грав на позиції центрового за декілька команд НБА.

## Ігрова кар'єра
Починав грати у баскетбол у команді Гамільтонської старшої школи (Гамільтон, Нью-Йорк). Привів її до двох поспіль чемпіонств штату. На університетському рівні грав за команду Колгейт (1994–1997). 
1997 року був обраний у першому раунді драфту НБА під загальним 8-м номером командою «Голден-Стейт Ворріорс». Професійну кар'єру розпочав 1997 року виступами за тих же «Голден-Стейт Ворріорс», захищав кольори команди з Окленда протягом наступних 10 сезонів.
З 2007 по 2009 рік грав у складі «Орландо Меджик».
Частину 2009 року виступав у складі «Мемфіс Ґріззліс».
Останньою ж командою в кар'єрі гравця стала «Орландо Меджик», до складу якої він приєднався 2009 року і за яку відіграв один сезон.

## Статистика виступів в НБА

### Регулярний сезон
| Сезон             | Команда                 | GP  | GS  | MPG  | FG%  | 3P%  | FT%  | RPG | APG | SPG | BPG | PPG |
| ----------------- | ----------------------- | --- | --- | ---- | ---- | ---- | ---- | --- | --- | --- | --- | --- |
| 1997–98           | «Голден-Стейт Ворріорс» | 55  | 1   | 11.9 | .406 | .000 | .435 | 3.3 | .3  | .2  | .9  | 3.0 |
| 1998–99           | «Голден-Стейт Ворріорс» | 44  | 0   | 14.0 | .430 | .000 | .490 | 4.4 | .4  | .3  | 1.0 | 2.9 |
| 1999–00           | «Голден-Стейт Ворріорс» | 76  | 59  | 21.8 | .508 | .000 | .378 | 5.6 | .6  | .3  | 1.8 | 5.5 |
| 2000–01           | «Голден-Стейт Ворріорс» | 58  | 37  | 25.1 | .416 | .000 | .441 | 7.0 | .8  | .5  | 2.7 | 5.9 |
| 2001–02           | «Голден-Стейт Ворріорс» | 79  | 36  | 18.8 | .444 | .000 | .398 | 4.9 | .5  | .5  | 2.1 | 4.8 |
| 2002–03           | «Голден-Стейт Ворріорс» | 82  | 0   | 21.8 | .536 | .000 | .673 | 6.0 | .5  | .5  | 2.5 | 5.4 |
| 2003–04           | «Голден-Стейт Ворріорс» | 44  | 8   | 13.0 | .454 | .000 | .543 | 3.8 | .4  | .1  | 1.0 | 3.1 |
| 2004–05           | «Голден-Стейт Ворріорс» | 78  | 50  | 21.8 | .502 | .000 | .556 | 5.5 | .7  | .3  | 2.0 | 4.5 |
| 2005–06           | «Голден-Стейт Ворріорс» | 77  | 72  | 23.7 | .507 | .000 | .612 | 5.5 | .4  | .6  | 1.6 | 4.5 |
| 2006–07           | «Голден-Стейт Ворріорс» | 48  | 6   | 9.9  | .565 | .000 | .440 | 2.6 | .4  | .2  | 1.0 | 2.2 |
| 2007–08           | «Орландо Меджик»        | 82  | 0   | 9.4  | .458 | .000 | .471 | 2.5 | .2  | .2  | .5  | 1.9 |
| 2008–09           | «Орландо Меджик»        | 9   | 0   | 6.6  | .636 | .000 | .500 | 2.9 | .1  | .0  | .9  | 1.9 |
| 2008–09           | «Мемфіс Ґріззліс»       | 1   | 0   | 3.0  | .000 | .000 | .000 | .0  | .0  | .0  | .0  | .0  |
| Усього за кар'єру | Усього за кар'єру       | 733 | 269 | 17.8 | .476 | .000 | .499 | 4.7 | .5  | .4  | 1.6 | 4.1 |

### Плей-оф
| Сезон             | Команда                 | GP | GS | MPG | FG%   | 3P%  | FT%  | RPG | APG | SPG | BPG | PPG |
| ----------------- | ----------------------- | -- | -- | --- | ----- | ---- | ---- | --- | --- | --- | --- | --- |
| 2007              | «Голден-Стейт Ворріорс» | 3  | 0  | 2.0 | 1.000 | .000 | .000 | .7  | .0  | .0  | .0  | .7  |
| 2008              | «Орландо Меджик»        | 3  | 0  | 3.7 | .333  | .000 | .000 | 1.0 | .0  | .0  | .0  | .7  |
| 2009              | «Орландо Меджик»        | 2  | 0  | 2.0 | .000  | .000 | .000 | .5  | .0  | .0  | .0  | .0  |
| Усього за кар'єру | Усього за кар'єру       | 8  | 0  | 2.5 | .400  | .000 | .000 | .8  | .0  | .0  | .0  | .5  |

## Поза майданчиком
У вільний час Фойл пише вірші та є активним громадським діячем. 2001 року заснував студентську організацію Democracy Matters, метою якої є викликати інтерес політикою у студентів.
2005 року заснував благодійну організацію Kerosene Lamp Foundation, яка допомагає дітям у Сент-Вінсент і Гренадинах.
2006 року зіграв епізодичну роль детектива у фільмі «Премія Дарвіна».
2007 року після 17 років проживання у США отримав американське громадянство. Він також став членом виконавчого комітету асоціації гравців НБА.
2013 року видав свою першу дитячу книгу під назвою «Too Tall Foyle Finds His Game».
2014 року став послом команди «Голден-Стейт Ворріорз» у місцевій громаді.